# SO REAL
『SO REAL』（ソー・リアル）は1988年11月11日に、EPIC/SONY RECORDSから発売された小比類巻かほる5枚目のオリジナル・アルバム。1995年7月21日にCD選書で再発売。

## 概要
前作『Hearts On Parade』から10ヶ月ぶりの新作。オリコンチャート1位を獲得した作品であり、デビュー当時から所属したEPIC/SONY RECORDSから発売された最後のオリジナル・アルバムとなった。
小比類巻は翌年、TDKコアにレコード会社を移籍。本作は新曲2枚を含むEPIC/SONY RECORDS在籍時シングル曲を多く収録。ベスト・アルバムに近い内容となっている。

## 収録曲
特記以外　作詞：小比類巻かほる　作曲：大内義昭　編曲：土屋昌巳
1. 両手いっぱいのジョニー (SO REAL Version)
  - 作曲：竹澤好隆　編曲：倉富義隆
  - 2ndシングル新バージョン
2. 飛べないブルー・バード
  - 編曲：川口淳一
  - 9thシングル
3. TONIGHT
  - 編曲：倉富義隆
  - 10thシングル
  - 日本テレビ系放映ドラマ「新婚物語」主題歌
4. Little Sister
  - 編曲：川口淳一
  - 9thシングルc/w
5. TOGETHER (SO REAL Version)
  - 編曲：倉富義隆
  - 11thシングル（アルバムリリース10日後にリカット。但し別ミックス）
  - TDKオーディオテープCMソング
6. I'm Good At It (SO REAL Version)
  - 作曲：MICHAEL LOVESMITH　編曲：倉富義隆
  - 1stアルバム『CALL MY NAME』収録「ダンシング・ルーレット」別詞・新アレンジ。
7. Cotton House
  - 10thシングルc/w
8. Shiny Rain
  - 11thシングルc/w
9. On The Loose
  - 8thシングル
10. COME ON
  - 7thシングル
  - ダイハツミラCM曲
11. Hold On Me
  - 作詞：麻生圭子
  - 4thシングル
  - 日本テレビ系放映ドラマ「結婚物語」主題歌
12. I'm Here
  - 作詞：麻生圭子　作曲：鈴木雅之
  - 6thシングル